# Папужник райдужний
Папужник райдужний (Chloebia gouldiae) — вид горобцеподібних птахів родини астрильдових (Estrildidae). Ендемік Австралії.

## Поширення
Вид поширений на півночі Австралії на півострові Кейп-Йорк, на височині Ейнаслі, а потім безперервно від північно-західного Квінсленда та північної частини Північної території до півострова Дампір у регіоні Кімберлі в Західній Австралії. Живе у відкритих тропічних лісах із трав'янистим підліском, гніздячись майже виключно в дуплах дерев. Птах рідко відходить дуже далеко від водойм, оскільки йому потрібно пити воду кілька разів на день.

## Опис
Довжина тіла від 12,5 до 15 см, включаючи 4 см хвоста). Маса тіла — 10,5-16 г. Самець яскравіше забарвлений, ніж самиця, і має довший хвіст. Шия і верх тулуба зелені, шия світліша. Лоб і пір'я навколо дзьоба, залежно від мутації, чорні, червоні, помаранчеві або інші кольори, а за пір'ям на лобі є (також залежно від форми) бірюзова смужка. Груди від фіолетового до темно-синього, іноді білого кольору, а черевце від жовтого до помаранчевого. Надхвістя і підхвістя бірюзове, а сам хвіст чорний. Ноги від світло-помаранчевого до рожевого. Кінчик дзьоба червоний.